# Waddinxveen
Waddinxveen est un village et une commune des Pays-Bas, en province de Hollande-Méridionale.
La commune a été créée en 1870, par la fusion de Noord-Waddinxveen, Zuid-Waddinxveen et la plus grande partie de Broek.

## Géographie

### Communes limitrophes
| Alphen-sur-le-Rhin | Alphen-sur-le-Rhin | Bodegraven-Reeuwijk |
| Zuidplas           | Waddinxveen        | Bodegraven-Reeuwijk |
| Zuidplas           | Zuidplas           | Gouda               |

## Politique
| Portrait                                                          | Identité                                                              | Période         | Période  | Durée                     | Étiquette                                          |
| Portrait                                                          | Identité                                                              | Début           | Fin      | Durée                     | Étiquette                                          |
| ----------------------------------------------------------------- | --------------------------------------------------------------------- | --------------- | -------- | ------------------------- | -------------------------------------------------- |
| Hendrik Bastiaan Nicolaas Mumsen                                  | Hendrik Bastiaan Nicolaas Mumsen (d) (12 mars 1907 - 20 février 1980) | 1945            | 1947     | 2 ans                     | Union chrétienne historique                        |
| Abraham Warnaar                                                   | Abraham Warnaar (d) (13 novembre 1893 - 16 novembre 1975)             | 1947            | 1958     | 11 ans                    | Parti antirévolutionnaire                          |
| Cor van der Hooft                                                 | Cor van der Hooft (d) (2 décembre 1910 - 18 avril 1994)               | 1958            | 1975     | 17 ans                    | Parti antirévolutionnaire                          |
| Bert Smallenbroek                                                 | Bert Smallenbroek (d) (né le 31 octobre 1936)                         | 1976            | 1981     | 5 ans                     | Parti antirévolutionnaire Appel chrétien-démocrate |
| Kees van der Linden                                               | Kees van der Linden (d) (7 décembre 1931 - 9 octobre 2010)            | 1982            | 1996     | 14 ans                    | Appel chrétien-démocrate                           |
| Pas de portrait sous licence libre disponible pour Fedde Jonkman. | Fedde Jonkman (en) (28 avril 1941 - 29 novembre 2024)                 | 1997            | 2004     | 7 ans                     | Appel chrétien-démocrate                           |
| Pas de portrait sous licence libre disponible pour Henk Roijers.  | Henk Roijers (d) (né en février 1947)                                 | 2004            | 2009     | 5 ans                     | Parti populaire pour la liberté et la démocratie   |
| Pas de portrait sous licence libre disponible pour Bert Cremers.  | Bert Cremers (d) (1er janvier 1949 - 8 septembre 2021)                | 2009            | 2017     | 8 ans                     | Parti travailliste                                 |
| Evert Jan Nieuwenhuis                                             | Evert Jan Nieuwenhuis (d) (né le 10 mars 1977)                        | 6 novembre 2017 | En cours | 7 ans, 4 mois et 17 jours | Parti politique réformé                            |

## Galerie

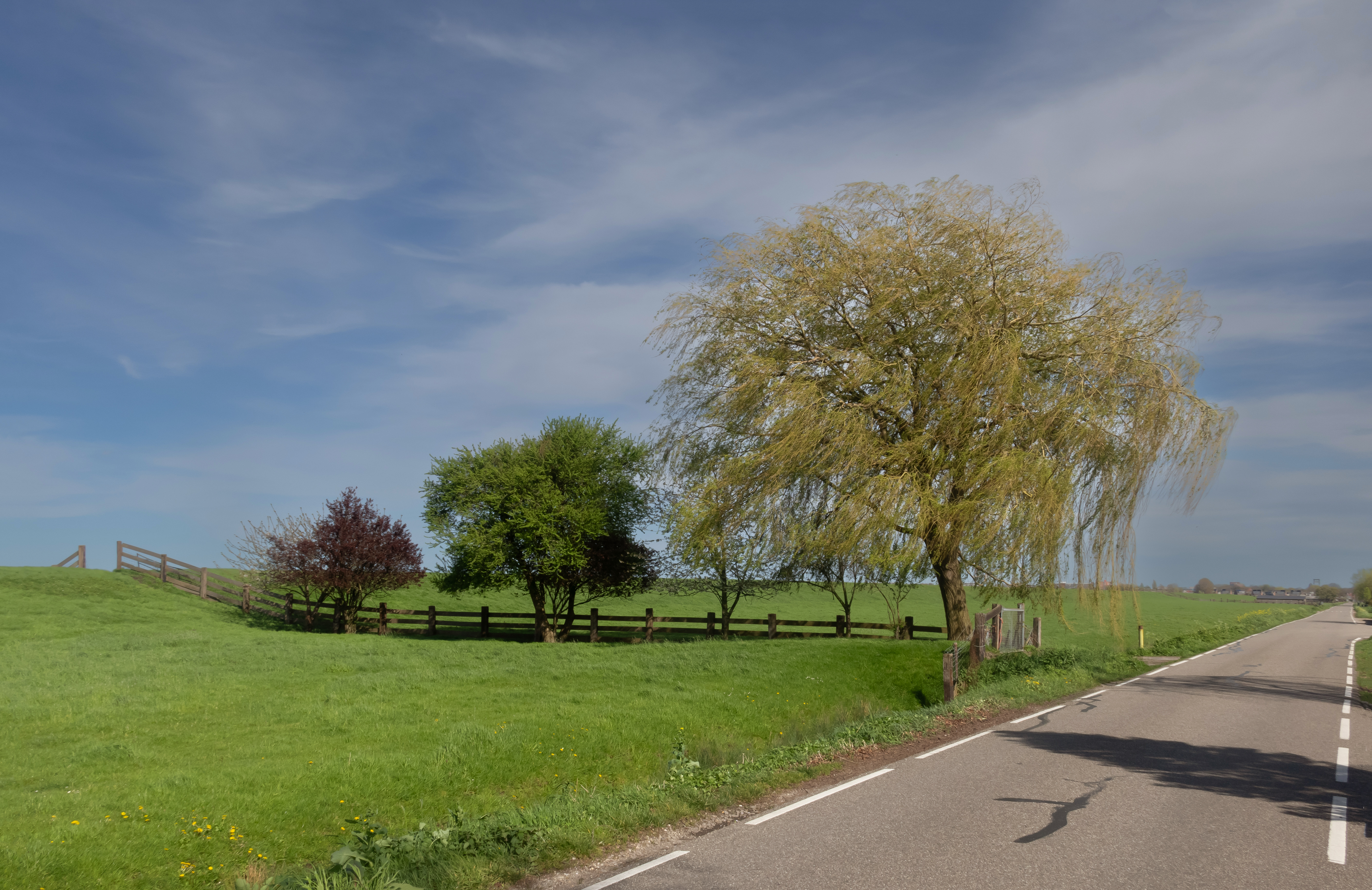
Waddixveen, les arbres sur la digue près de l'Onderweg
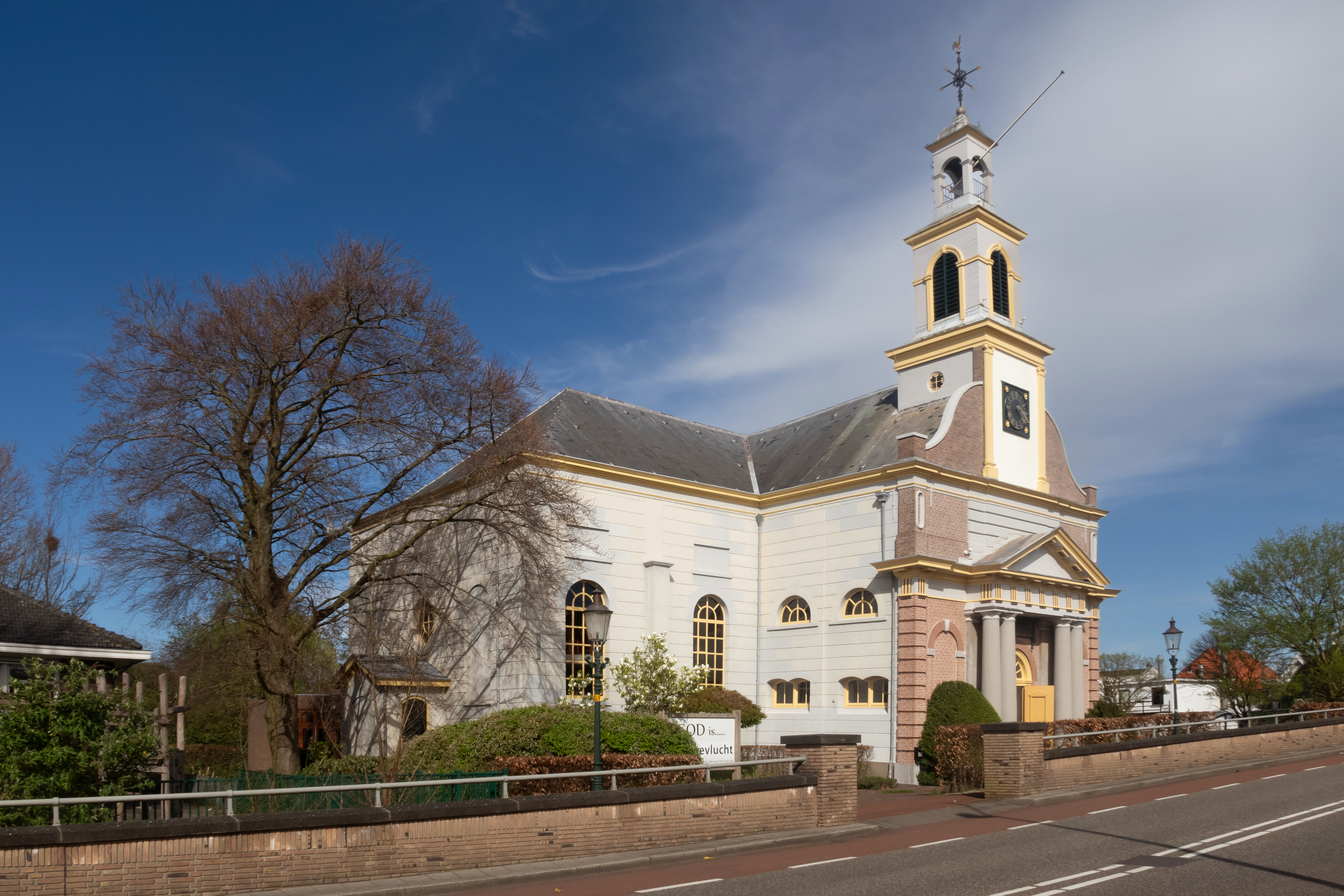
Waddixveen, l'église (Brugkerk)
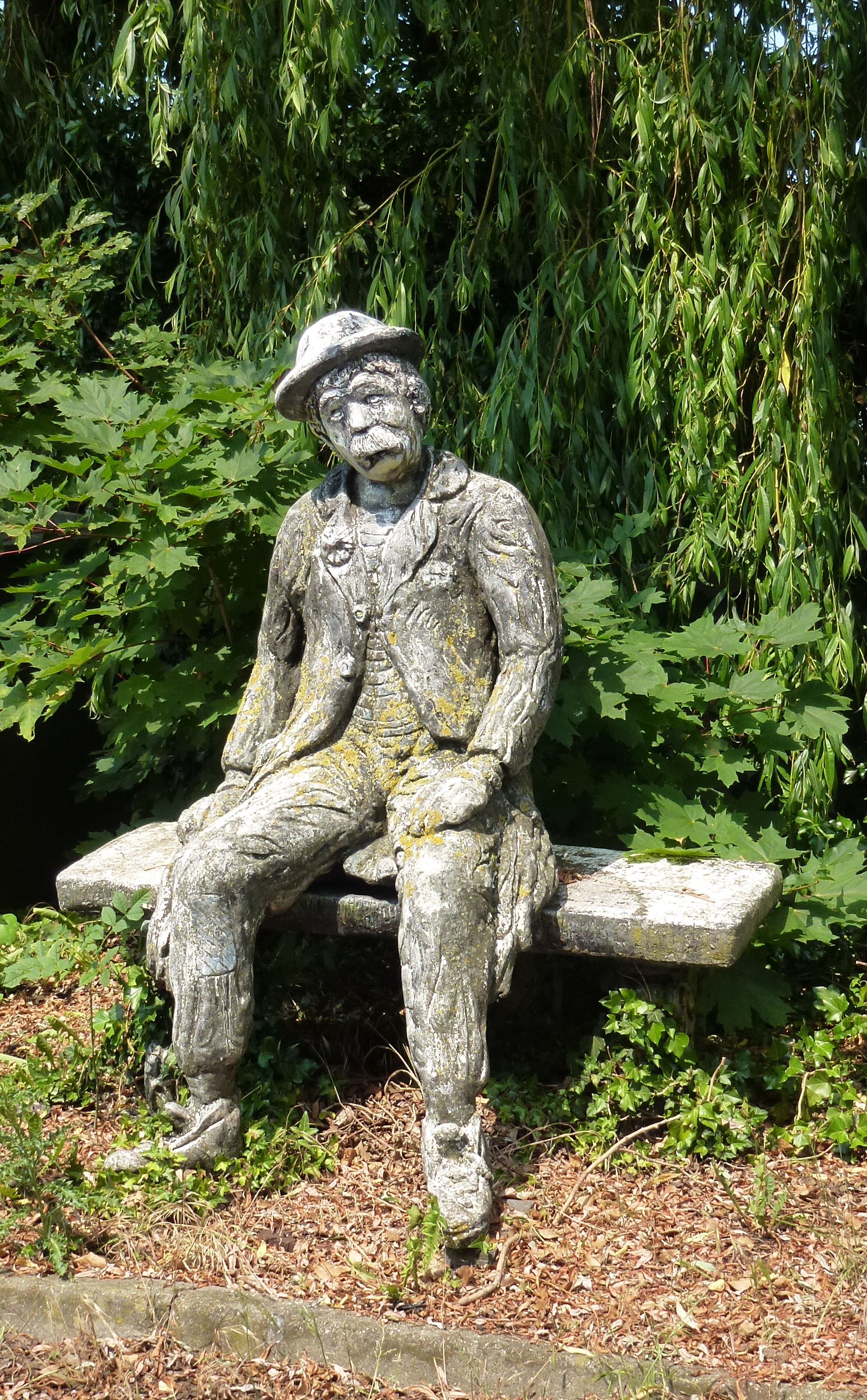
Statue représentant Dorus à Waddinxveen, sur la Noordkade.